# Le duc d’Albe
Le duc d’Albe (späterer italienischer Titel Il duca d’Alba) ist eine Oper in vier Akten von Gaetano Donizetti. Das Libretto verfassten Eugène Scribe und Charles Duveyrier. Da Donizetti die Arbeit an der Oper nach der Hälfte einstellte, wurde sie erst 34 Jahre nach Donizettis Tod von seinem ehemaligen Schüler Matteo Salvi fertiggestellt. Die erste Aufführung in italienischer Sprache fand am 22. März 1882 am Teatro Valle in Rom statt. In der französischen Originalsprache wurde Le duc d’Albe erstmals im Mai 2012 in Antwerpen aufgeführt.

## Handlung
Die Handlung spielt sich 1573 in Flandern ab, zur Zeit des niederländischen Aufstandes gegen die Spanier, als unter Herzog Alba rund 18.000 Menschen hingerichtet wurden.
Die Handlung und ihre Aufteilung in Akte kann sich je nach der gespielten Version unterscheiden.

### Erster Akt

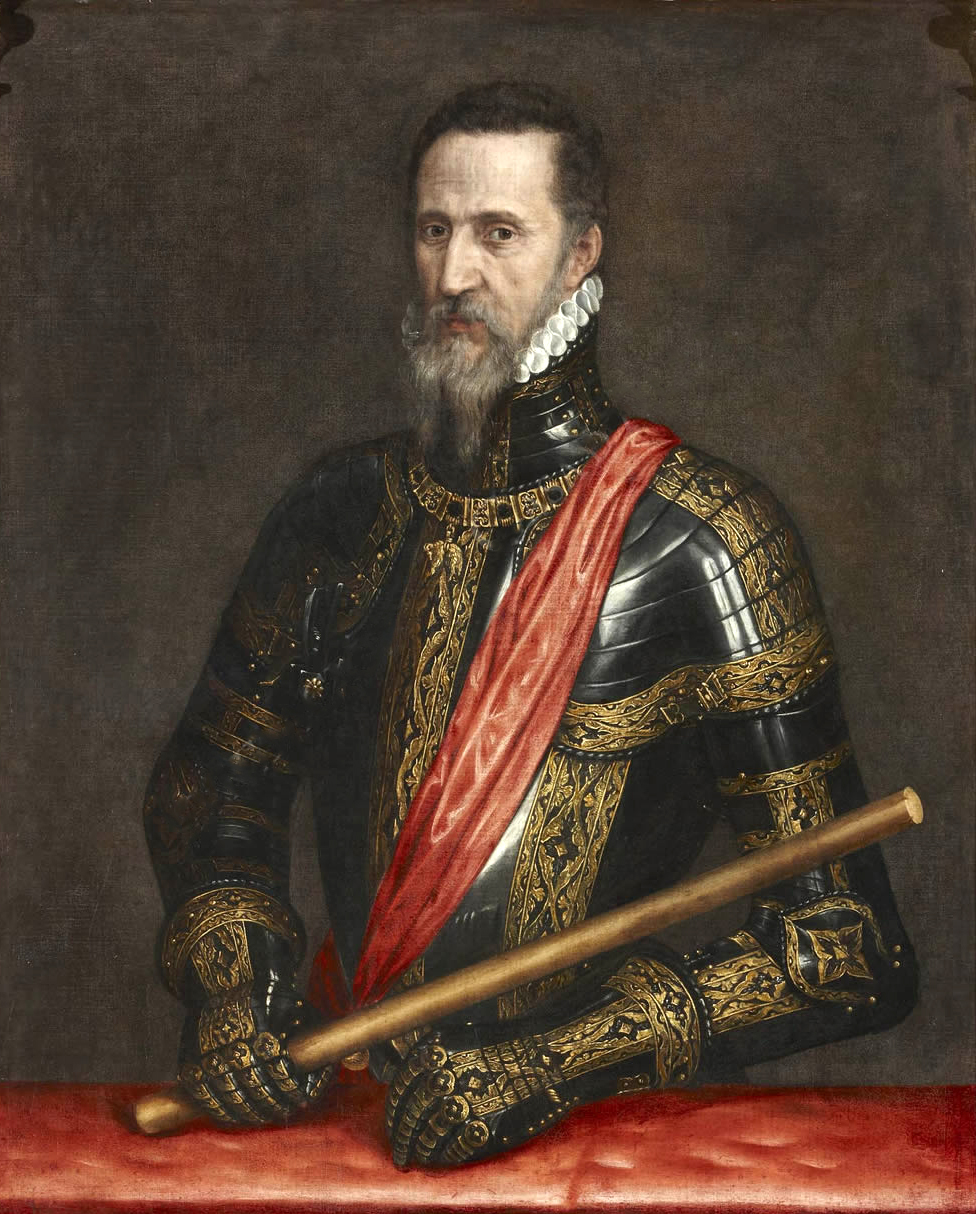
Der Herzog von Alba auf einem Gemälde von Willem Key

Der Herzog von Alba wurde nach Flandern geschickt, um den Aufstand gegen die spanische Herrschaft zu unterdrücken. Der flämische Held Egmont, Amelias Vater, wird vom Herzog zum Tode verurteilt. Amelia beschließt sich zu rächen, den Herzog zu töten und schließt sich dem flämischen Widerstand an. Der Herzog stellt fest, dass Amelias Liebhaber Marcello, sein lange verloren geglaubter Sohn, der Kopf der Rebellen ist. Seine verstorbene Frau hatte ihn heimlich seinem Widersacher Egmont zur Erziehung anvertraut. Der Graf lädt ihn ein, sich den spanischen Truppen anzuschließen, was Marcello ablehnt. Sein Vater warnt ihn vor dem Umgang mit Amelia und den Aufständischen.

### Zweiter Akt
Die Freiheitskämpfer treffen sich in Danieles Bierstube. Amelia hat ein schlechtes Gewissen, weil sie sich trotz ihres Vaters Tod zu Marcello hingezogen fühlt. Marcello bekennt ihr seine Gefühle und schwört, den Tod ihres Vaters rächen zu wollen.
Spanische Soldaten unter Sandovals Führung betreten das Lokal und nehmen alle fest mit Ausnahme von Marcello, was bei seinen Freunden Misstrauen erweckt.

### Dritter Akt
Der Herzog sehnt sich nach der Liebe seines Sohnes. Er gesteht Marcello, dass er sein Vater sei, wird aber von ihm zurückgestoßen. Vor dem Regierungspalast sollen die Aufständischen hingerichtet werden, unter ihnen auch Amelia. Der Herzog verspricht Marcello ihre Begnadigung, falls er ihn mit Vater anspreche. Marcello geht auf die Bedingung ein und die Rebellen werden begnadigt.

### Vierter Akt
Marcello gesteht Amelia, dass er der Sohn des Herzogs ist. Sie bittet ihn, den Herzog als Beweis seiner Liebe zu töten. Hin- und hergerissen zwischen seinem Vater und der Frau, die er liebt, zögert Marcello. Später, vor der Abreise des Herzogs zurück nach Portugal, versucht Amelia im Hafen von Antwerpen als Mann verkleidet, den Herzog zu erdolchen. Marcello wirft sich auf seinen Vater, um ihn zu beschützen und wird ungewollt von Amelia getötet.

## Orchester
Die Orchesterbesetzung der italienischen Fassung von 1882 enthält die folgenden Instrumente:
- Holzbläser: Piccoloflöte, zwei Flöten, zwei Oboen, zwei Klarinetten, zwei Fagotte
- Blechbläser: vier Hörner, zwei Trompeten, zwei Posaunen, Ophikleide, Cimbasso
- Pauken, große Trommel
- Streicher
- Bühnenmusik auf der Szene: Trommeln
- Bühnenmusik hinter der Szene: Trompeten

## Werkgeschichte
Die Oper Le duc d’Albe stammt aus der Zeit um 1839, in der Donizetti mit Roberto Devereux, La favorite und Les martyrs in Paris Fuß zu fassen versuchte.
Mit der Komposition begann Donizetti 1838; der Vertrag mit der Pariser Oper wurde am 16. August 1838 unterzeichnet. In den folgenden achtzehn Monaten arbeitete Donizetti mit Unterbrechungen an der Oper, da gleichzeitig mit der Inszenierung von anderen Opern für die Pariser Bühne beschäftigt war. Donizetti hatte die weibliche Hauptrolle für Julie Dorus-Gras komponiert, einen lyrischen Koloratursopran. Da die Mätresse des neuen Direktors Leon Pillet, die dramatische Mezzosopranistin Rosine Stoltz, nicht zuließ, dass die neue Oper von ihrer Konkurrentin gesungen wurde, stellte Donizetti die Arbeit ein und wandte sich La favorite zu. Das unvollendete Werk geriet in Vergessenheit.
1848, nach Donizettis Tod, unternahm die Pariser Oper einen Versuch, das Werk vollenden zu lassen, gab die Bemühungen allerdings auf, entmutigt durch den Zustand des Manuskripts. 1855 wurde das Libretto umgeschrieben und für Giuseppe Verdis Oper Les vêpres siciliennes verwendet.
1875 beauftragte Donizettis Geburtsstadt Bergamo die Komponisten Alessandro Nini, Giovanni Bertuletti und Bernardino Zanetti, die das Manuskript begutachten sollten. Sie stellten fest, dass der erste Akt fertig und der zweite Akt nahezu fertig geschrieben war, vom dritten und vierten Akt jedoch nur Entwürfe existierten, abgesehen von den zu Ende komponierten Gesangslinien. Zudem sei die Tenorarie „Ange du ciel“ entfernt und 1840 in La favorite unter dem Titel „Ange si pur“ („Spirto gentil“) wiederverwertet worden. Auch andere Teile waren für weitere Opern verwendet worden. Das Manuskript wurde erneut beiseite gelegt.

### Fassung Salvi

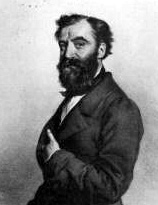
Matteo Salvi

1881 boten die Erben Donizettis das Manuskript dem bedeutendsten Verlagshaus Italiens Ricordi an, was dieses jedoch mit der Begründung ablehnte, eine Vollendung des Werkes durch eine fremde Hand schade dem Ruf des Komponisten.
Giovannina Lucca (1810–1894), die Witwe des konkurrenzierenden Verlegers Francesco Lucca aus Mailand, kaufte das Manuskript und beauftragte die Mailänder Musikhochschule Conservatorio Giuseppe Verdi, das Manuskript durch die Komponisten Antonio Bazzini, Cesare Dominicenti und Amilcare Ponchielli untersuchen zu lassen. Diese kamen zum Schluss, dass eine „geübte und sichere Hand“ das Werk vollenden könne.
Signora Lucca hatte bereits Donizettis ehemaligen Schüler Matteo Salvi verpflichtet, um die Partitur zu überarbeiten und zu vollenden. Assistiert wurde er dabei von Antonio Bazzini, Dominicenti und Ponchielli. Das Libretto von Eugène Scribe und Charles Duveyrier wurde von Angelo Zanardini ins Italienische übertragen und an eine Oper von drei Akten angepasst. Da die ursprünglichen Namen Henri und Hélène mittlerweile durch Die sizilianische Vesper besetzt waren, wurden sie durch Marcello und Amelia ersetzt. Die fehlende Arie „Spirto gentil“ ersetzte er durch die Eigenkomposition „Angelo casto e bel“.
Von den originalen Teilen wurde kaum einer vollständig übernommen, man wollte vermeiden, nach 40 Jahren altmodisch zu wirken. Orchestrierung und Tempi wurden in der vervollständigten Partitur weiterentwickelt, die Klangfarbe wurde an die Zeit angepasst und aktualisiert, was Salvi später vorgeworfen wurde.

#### Posthume Uraufführung
Die Uraufführung fand am 12. März 1882 im Teatro Apollo in Rom unter der musikalischen Leitung von Marino Mancinelli statt. Es sangen Leone Giraldoni in der Titelrolle, Abigaille Bruschi-Chiatti als Amelia de Egmont und Julián Gayarre als Marcello sowie Hjalmar Frey (Sandoval), Giovanni Paroli (Carlo), Alessandro Silvestri (Daniele) und Romeo Sartori (taverniere). Die Vorstellung war bei doppeltem Eintrittspreis ausverkauft und in der Mittelloge saß Königin Margarethe von Italien.
Das Publikum war begeistert und die Oper wurde in Neapel, Bergamo, Turin, Barcelona und Malta aufgeführt. Doch dann verschwand das Werk schnell wieder von den Spielplänen. Ironie des Schicksals: Nur eine einzige Melodie setzte sich durch, die von vielen Tenören gesungen wurde: „Angelo casto e bel“. Sie wird praktisch immer Donizetti zugeschrieben, stammt jedoch von Matteo Salvi.
1951 soll der italienische Dirigent Fernando Previtali auf einem Flohmarkt in Rom die abgegriffene Partitur entdeckt haben, die der Dirigent 1882 bei der Premiere verwendet hatte. Am 12. Januar 1952 wurde der Duca d’Alba von Previtali in Rom konzertant aufgeführt, allerdings in einer stark gekürzten Version. Danach gab es noch ein paar Aufführungen in der Fassung von Salvi, dann verschwand die Oper wieder von den Spielplänen.

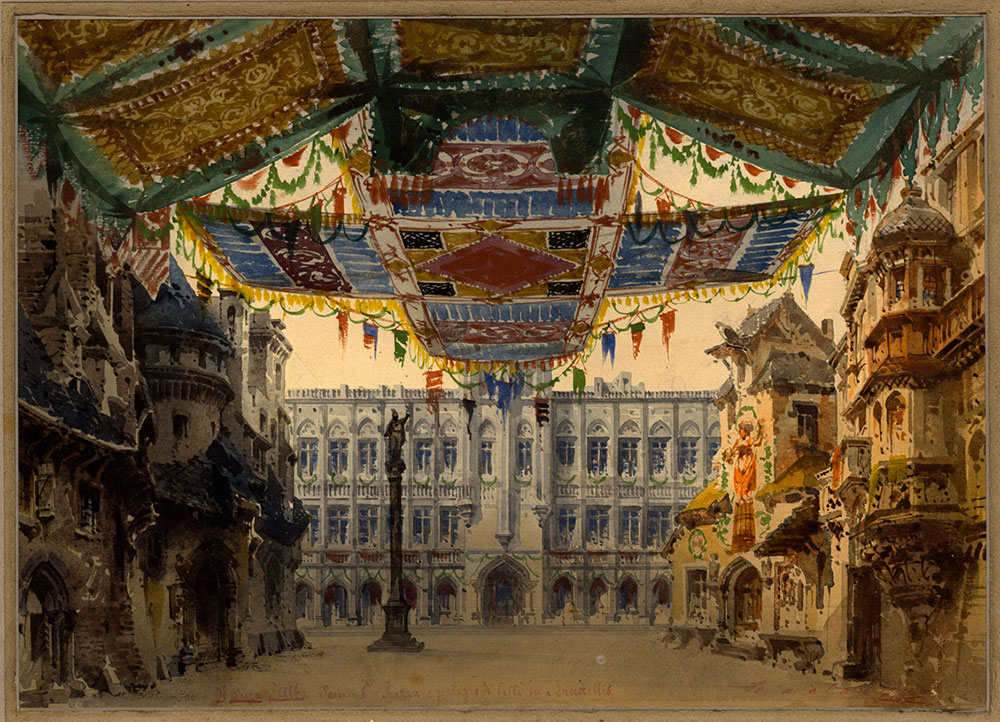
Bühnenbild der Première vom 12. März 1882
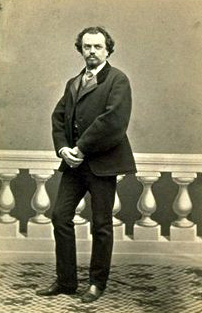
Leone Giraldoni sang die Titelrolle
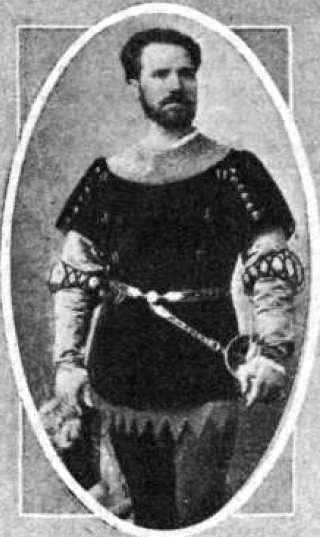
Julián Gayarre, der erste Marcello

### Fassung Schippers
Am Festival dei Due Mondi am Teatro Nuovo in Spoleto brachte der amerikanische Dirigent Thomas Schippers am 11. Juni 1959 eine von ihm überarbeitete Version zur Aufführung. Schippers entfernte praktisch alle von Salvi hinzugefügten Partien, um näher an Donizettis originale Version heranzukommen. Die fehlenden Teile komponierte er neu in einem Stil, der mehr an Donizetti erinnern sollte. Auch setzte er anstelle von Salvis Arie „Angelo casto et bel“, die beim Publikum besonders gut angekommen war, Donizettis ursprüngliches „Spirto gentil“ wieder ein. Regie führte Luchino Visconti, zum Teil wurden noch Kulissen aus der Uraufführung von 1882 verwendet, die die Zeit unbeachtet in einem Depot überdauert hatten. Praktisch alle Aufführungen und Einspielungen des Duca d’Alba spielen Schippers Version, diejenige von Salvi wird nur selten gespielt.

### Fassung Battistelli
Für die eine französische Neuaufführung der Vlaamse Opera in Antwerpen im Mai 2012 vollendete der italienische Komponisten Giorgio Battistelli in Zusammenarbeit mit dem britischen Musikwissenschaftler Roger Parker die Partitur mit modernen Einschüben und einem neuen Schluss. Battistelli übernahm die vier Akte, den ursprünglichen französischen Text und weitgehend die Orchestrierung von Salvi.
Rekonstruiert wurde die Eröffnung des 4. Aktes mit der Tenorarie „Angelo casto e bel“ auf der Basis der Entwürfe Donizettis und seiner Orchestrierung in La favorite.

### Fassung Donizetti
Im Februar 2016 veröffentlichte Opera Rara unter Mark Elder eine Neuaufnahme in französischer Sprache. Aufgenommen wurden nur die von Donizetti komponierten ersten zwei Akte.